# Dyzma Gałaj

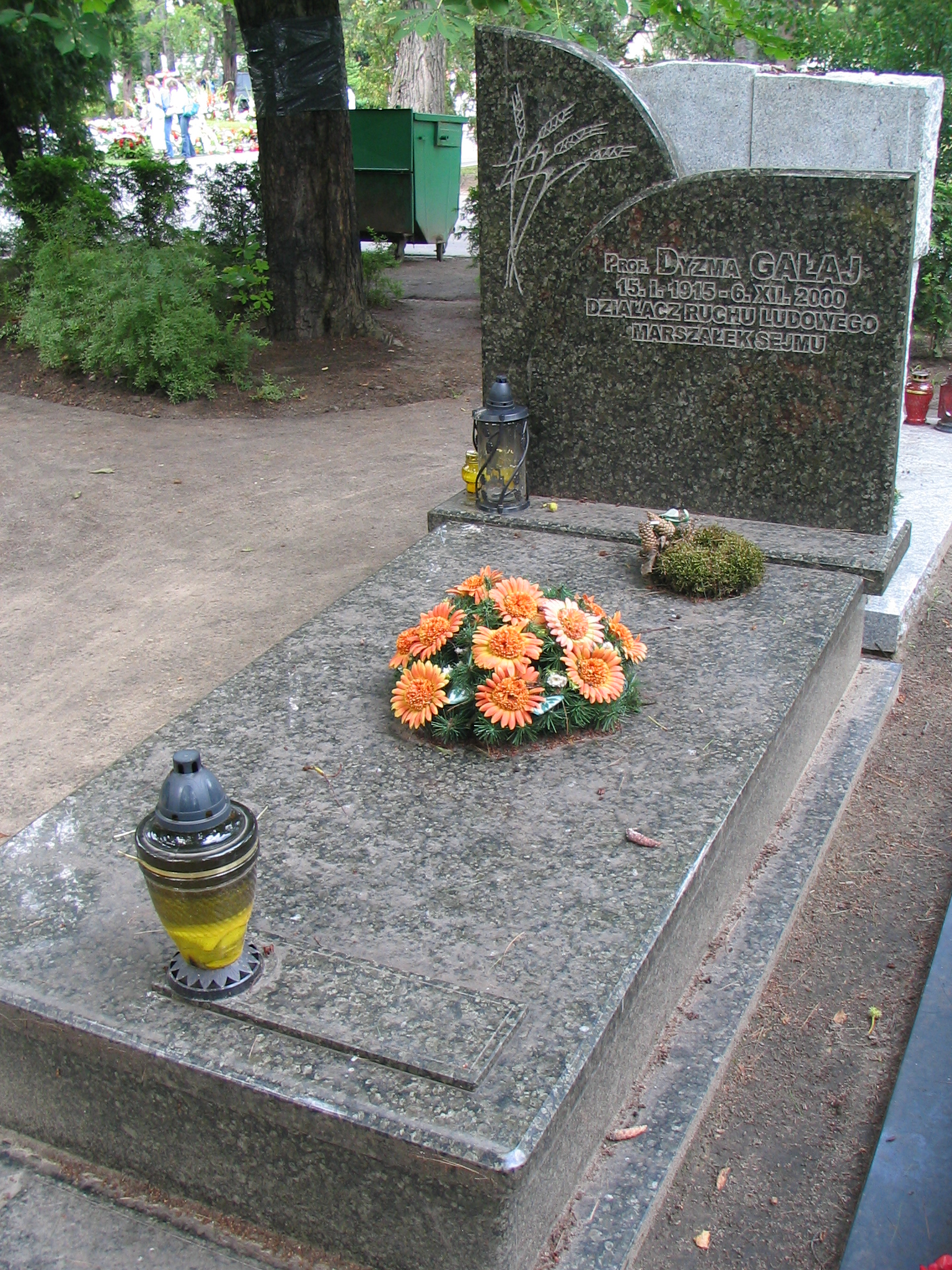
La sua tomba

Dyzma Kazimierz Gałaj (Mystkowice, 15 gennaio 1915 – Varsavia, 6 dicembre 2000) è stato un politico polacco, Maresciallo del Sejm dall'11 febbraio 1971 al 27 marzo 1972.